# Las Guachas
Las Guachas es una localidad y centro rural de población con junta de gobierno de 3ª categoría del distrito Sauce al Norte del departamento Tala, en la provincia de Entre Ríos, República Argentina. Se desarrolla linealmente sobre la ruta provincial 15, al sur del puente sobre el arroyo Las Guachas. En este paraje se desarrolló una de las contiendas de la guerra entre Artigas y Ramírez.
La población de la localidad, es decir sin considerar el área rural, era de 95 personas en 2001 y no fue considerada localidad en el censo de 1991. La población de la jurisdicción de la junta de gobierno era de 212 habitantes en 2001.
En la zona se encontraron restos fósiles.
La junta de gobierno fue creada por decreto 958/1984 MGJE del 28 de marzo de 1984, y los límites de su área jurisdiccional fueron fijados por decreto 4361/1988 MGJOSP del 29 de agosto de 1988, y modificados por decreto 1284/1998 MGJE del 2 de abril de 1998